# Patricia Guzmán (Soprano)
Patricia Lucero Guzmán Díaz (Bogotá, 30 de julio de 1964) es una reconocida soprano de coloratura colombiana. Catalogada una de las artistas más representativas del género en Latinoamérica.[cita requerida]

## Biografía

### Carrera
Desde niña inició sus estudios musicales en el Conservatorio de la Universidad Nacional en Bogotá su ciudad natal, y a los catorce años de edad ingresó a la Compañía de Ópera de Colombia donde perteneció durante 10 años cantando en el Coro Estable (Colcultura) en complejos montajes, clases de Técnica Vocal y expresión escénica formándose como solista con destacados Maestros internacionales al más alto nivel. 
Alumna de la Soprano colombiana Carmina Gallo y el Barítono cubano Ramón Calzadilla, se destacó como solista de la Nueva Compañía de Ópera de Colombia donde se caracterizó por su destacado temperamento histriónico y “…una madurez avanzada para su edad”, como lo comentó el reconocido crítico musical Otto de Greiff en su columna de El Tiempo (julio 14/92), cuando Patricia ganó el Concurso de “Jóvenes Intérpretes” de la Biblioteca Luis Ángel Arango del Banco de la República en 1992. 
En ese mismo año finalizó sus estudios de Periodismo (énfasis en Cultura) en UNINPAHU, carrera que potencializó a lo largo de varios años como miembro de la Cumbre Iberoamericana de Comunicadores, Congresos y Cursos de Especialización en Gerencia de la Comunicación (Universidad de La Frontera -Chile), “Comunicación y Marketing en la Gestión Directiva” (Centro Internacional de Estudios Superiores de Comunicación para América Latina CIESPAL -Ecuador) y “Estrategias de Comunicación Política” (Centro de Altos Estudios Legislativos CAEL-Colombia), entre otros. Es Diplomada de la Escuela Superior de Administración Pública ESAP en “Técnicas Legislativas” y “Ética y Valores: Análisis de la Corrupción” con la Comisión de Ética del Congreso de la República. 
A finales de 1992 emprendió una exitosa gira de conciertos y recitales a nivel nacional, llevándola posteriormente a los escenarios de Ecuador, Perú y otros países de Latinoamérica. En ese primer recorrido por el exterior consigue clases particulares con la Soprano Rusa Olga Dovrolovskaya e Inés Dupén en Argentina, consolidándose como una de las promesas del Canto Lírico de su país. En ese mismo año se radicó en Quito (Ecuador) donde apalancó su carrera internacional como Soprano, así como en la estratégica combinación entre el Canto profesional, el Periodismo y el mundo de las Comunicaciones y las Relaciones Públicas que han sido una valiosa herramienta para el fortalecimiento de su perfil profesional único y diferenciador. 
Ha sido editora y columnista (freelance) de periódicos y revistas como Diners y Fucsia, Corresponsal Internacional de Caracol TV (Colombia), Telesur (Venezuela), Diario La Reforma (México) y del Noticentro UNO Noticiero CM& (Colombia) con el que cubrió el proceso de Paz con el ELN en Ecuador, Presidencia de la República y Consejo Nacional Electoral en Ecuador. Fue Consultora de Comunicaciones Estratégicas de Burson Marsteller para el posicionamiento de importantes marcas e incursionó como directora y presentadora de programas radiales y de televisión especialmente en el ámbito cultural. Ocupó el cargo de Agregada Cultural y de Prensa (E) de la Embajada de Colombia en Quito y posteriormente apoyó proyectos específicos para la ONU como Soprano y Jefe de Prensa del Aniversario n.º 54, con la Organización Panamericana de la Salud OPS como Consultora de Prensa (externa) y UNESCO-Ecuador como Soprano invitada, Comunicación Estratégica y apalancamiento de patrocinios para el auto-financiamientos de proyectos culturales. 
En el ámbito profesional artístico ha logrado desarrollar una carrera muy visible y representativa, donde el objetivo primordial es apoyar de manera eficaz y sensible la buena imagen de Latinoamérica en el mundo. Ha cantado ante trece jefes de Estado y conciertos en 15 países como Colombia, Ecuador, Perú, Cuba, México, República Dominicana, Argentina, España, Kuwait, Azerbaiyán y República de China (Taiwán). En Estados Unidos aprobó la audición en el Symphony Hall (Boston) -uno de los tres lugares de conciertos más famosos del mundo. Cantó en el Madison Square Garden, Catedral de San Patricio y varios teatros de la Gran Manzana. Fue entrevistada por Univisión (New York) como una de las Artistas que cantan por la Paz del mundo y su talento ha sido catalogado como aptitud de habilidades extraordinarias. 
Ha merecido distinciones internacionales de Canto en Perú y Cuba como el Premio “Honrar Honra José Martí” del Gran Teatro de La Habana por sus relevantes méritos artísticos, Premio Talentos Latinoamericanos (Phoenix, Arizona USA-2017) y ha recibido diversos reconocimientos como el Premio GACETAS DE COLOMBIA a los Mejores Profesionales del país, Asamblea Nacional del Ecuador y Condecoración Orden del Congreso de la República (Colombia) en el Grado de Caballero por el destacado aporte a la buena imagen de su país en el exterior. 
Uno de los sueños que tuvo desde niña fue estudiar Medicina, carrera que comenzó gracias a una beca de la Pontificia Universidad Católica del Ecuador PUCE por sus méritos artísticos. En el quehacer de ese anhelo inconcluso aún, perteneció cuatro años como voluntaria del Servicio de Anestesia del Hospital del Sur Dr. Enrique Garcés (Quito-Ecuador), del que es la autora y compositora del Himno Oficial Institucional.
Unida a su inclinación por el servicio, en el 2000 creó los Coros Carcelarios en Ecuador ¨LA MAGIA DEL CANTO EN CAUTIVERIO¨ para el rediseño de las Personas Privadas de la Libertad (PPL) por intermedio de Canto Responsable, que es un programa para la resocialización efectiva de las PPL basada en técnicas de liderazgo para el desarrollo humano y utilizando su propia metodología de Canto Los Siete Pasos más Importantes para una Mejor Interpretación Vocal. 
Con una amplia exposición mediática esta iniciativa registrada le ha merecido postulaciones a Premios de DDHH de las Embajadas de Francia, Alemania y Suecia (Colombia), condecoración del Tribunal Superior de Bogotá, y varias nominaciones a TITANES CARACOL (TV de Colombia). El reconocido escritor Santandereano Alfredo Serrano Zabala (autor del libro que le dio vida a la película ¨El Robo del Siglo¨ de NETFLIX), publicó su novena obra con el Libro ¨LA SOPRANO - La Magia del Canto en Cautiverio¨ donde narra la impactante historia de vida de esta reconocida Soprano y el éxito de su programa de reinserción efectiva con las internas de la Cárcel ¨El Buen Pastor¨(Bogotá); el lanzamiento del libro se realizó en la Feria Internacional del Libro en Bogotá FILBO (mayo 2023), y en julio (2023) en Quito (Ecuador) con el apoyo de la Universidad Central del Ecuador que impulsa el programa en ese país. A razón de su iniciativa implementada en las cárceles de Ecuador y Colombia, la Colegiación Internacional de Abogados le otorgó el DOCTORADO HONORIS CAUSA EN DERECHOS HUMANOS (Cartagena-Colombia, junio 20 del 2025), al haber identificado la esencia de esta compleja problemática social y la respectiva solución integral del mismo gracias a su reconocido programa de cárceles. 
Ha sido docente de Canto de la Universidad de Las Américas y el Colegio Alemán (Quito-Ecuador) durante tres años consecutivos, cátedra en la que destaca la importancia del Canto con Responsabilidad apoyada en varias herramientas humanísticas como la Teoría Triádica o Proporcionalista de la Cibernética Social que adoptó desde que conoció a su creador el Dr. PhD. Waldemar de Gregory en Miami en el 2003. 
En 2007 regresó a Colombia para trabajar en el Senado de la República donde manejó temas anticorrupción con la GOPAC (Organización Mundial de Parlamentarios contra la Corrupción) y ASPA (III Cumbre de jefes de Estado y Gobierno de América del Sur y Países Árabes). Así mismo, apoyó en Relaciones Públicas y Protocolo para el recibimiento de delegaciones diplomáticas, y estuvo a cargo de la Prensa Internacional de la II Vicepresidencia del Senado y Presidencia de la Comisión II de Relaciones Exteriores. En ese contexto estuvo a cargo de los Corresponsales internacionales y Medios de Comunicación durante visitas oficiales a Argentina, España, México, Panamá y Kuwait. En el campo legislativo, es becaria del Centro de Formación y Cooperación Española, y del Ministerio de Relaciones Exteriores de Taiwán donde realizó el Curso de Relaciones Exteriores, Cultura, Diplomacia y Protocolo (Taipéi, Oct./14). 
Uno de los aportes históricos que esta destacada Artista y Periodista le ha dado a Colombia desde el Congreso de la República, es la creación de la Agenda Cultural del Congreso (Resolución No.038/11 de Mesa Directiva) dándole vida al apoyo de la cultura desde el Legislativo, acercando a la sociedad civil al Congreso y fortaleciendo la institucionalidad del país. La Agenda Cultural del Congreso bajo su liderazgo apoyó a más de 1200 creadores de diferentes expresiones culturales a nivel nacional, condecoró oficialmente a 13 ilustres artistas nacionales y extranjeros, y beneficio a 6.000 personas de la sociedad civil que han asistido sin ningún costo a los eventos culturales dentro y fuera del Congreso en el territorio colombiano.  
A raíz del éxito que alcanzó la Agenda Cultural del Congreso donde Patricia Guzmán logró unir exitosamente el bien público con el común, el Canal Congreso (2013 y 2014) le concedió un espacio al aire para la creación del programa de televisión de la Agenda Cultural del Congreso TV transmitido por Canal Congreso, Señal Institucional y Señal Colombia, como directora y presentadora del primer programa cultural desde el Congreso de la República para el país, beneficiando a los artistas colombianos.
Es fundadora y presidenta de MIA-Movimiento Independiente de Artistas, Grupo Significativo de Ciudadanos del sector cultural con fines políticos en Colombia, siendo el primer movimiento político de artistas en Latinoamérica. Fue candidata al Senado de la República como ¨La Senadora de los Artistas¨ en las contiendas electorales del 2022 en su país, impulsada por varias organizaciones artísticas a nivel nacional con base en el trabajo que ha logrado desarrollar en pro de los artistas y el sector cultural en Colombia.  
Patricia Guzmán es una artista reconocida a nivel internacional por su gran talento y sensibilidad al apoyo de diversas causas nobles que la identifican como una destacada soprano con responsabilidad social. Su entregado desempeño por Colombia dentro y fuera de sus fronteras, y el valioso aporte al posicionamiento del arte como valiosa herramienta de paz e integración entre las naciones, la perfilan como una notable líder preparada para asumir importantes retos en beneficio de la cultura en Latinoamérica.

## Reconocimientos

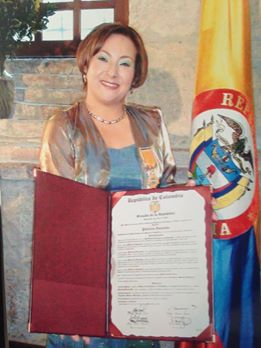
Condecoración Orden del Congreso de la República de Colombia en el Grado de Caballero.

- GRAN TEATRO DE LA HABANA (Cuba) – Distinción “HONRAR HONRA- JOSÉ MARTÍ”, por relevantes méritos artísticos. Sala Ernesto Lecuona - La Habana, mayo/96.
- POLICIA NACIONAL DEL ECUADOR – Reconocimiento. Quito (Ecuador), junio/97.
- AMIGOS DEL MUNDO FRENTE AL CANCER - Reconocimiento. Quito-(Ecuador), 1997.
- GRAN FRATERNIDAD UNIVERSAL –Reconocimiento. Quito (Ecuador), 1998.
- CONCURSO INTERNACIONAL DE CANTO LIRICO “Premio Ciudad de Trujillo” Semifinalista. Teatro Bolívar, Trujillo (Perú), agosto/99.
- CUERPO DE BOMBEROS DEL ILUSTRE MUNICIPIO DE QUITO - Reconocimiento. (Quito-Ecuador), Dic/00.
- GRUPO “LUZ DE INTEGRACION” Coro Cárcel de Mujeres de Quito- Placa de Reconocimiento. Quito (Ecuador), Oct/02.
- FUNDACION SAN JOSE “Plenitud Ciudad de la Alegría” – Reconocimiento. Quito (Ecuador), Nov/02.
- FUNDACION GUAYASAMIN - Reconocimiento. Quito (Ecuador), enero/03.
- TIMOTHY CHRISTIAN ACADEMY – Placa de Agradecimiento. Quito (Ecuador), mayo/03.
- CENTRO CIVICO COLOMBIANO – Placa de Reconocimiento. New York (Usa), julio/03.
- ASOCIACION DE COLOMBIANOS AMIGOS MIRA - Diploma de Reconocimiento. Quito (Ecuador), julio/06.
- VI CUMBRE IBEROAMERICANA DE COMUNICADORES – Diploma de Reconocimiento. Santo Domingo (República Dominicana) abril/07.
- EMBAJADA DE COLOMBIA EN ECUADOR – Placa de Reconocimiento. Quito (Ecuador), julio/07.
- Cuerpo de Bomberos de Rumiñahui - Placa de Reconocimiento. Quito (Ecuador) – Quito, julio/07.
- ASOCIACION DE COLOMBIANOS ¨AMIGOS MIRA¨- Reconocimiento. Quito (Ecuador), julio/07.
- SECRETARIA DE GOBIERNO DE CARTAGO - Diploma de Reconocimiento. Cartago  (Valle), Oct/07.
- EPSAM Pyme de San Martín – Reconocimiento. Buenos Aires (Argentina), Sept de 2008.
- GOBIERNO DE KUWAIT - Réplica del Barco Nacional de la Independencia de Kuwait. All Kuwait (Kuwait), Nov/08.
- VII CUMBRE IBEROAMERICANA DE COMUNICADORES – Diploma de Reconocimiento. Santo Domingo (República Dominicana), abril/08.
- FUNDACION MARIA LUISA DE MORENO –Reconocimiento. Bogotá (Colombia), 2009.
- FUNDACION MUJERES DE EXITO – Servientrega. Diploma de Reconocimiento. Bogotá (Colombia), marzo/09.
- SENADO DE LA REPUBLICA– Condecoración Oficial Orden del Congreso de la República de Colombia en el Grado de Caballero. Congreso de la República, Salón Amarillo. Bogotá (Colombia), Dic./09.
- PRESIDENCIA DE LA REPUBLICA - Dr. Álvaro Uribe Vélez, Presidente Constitucional de la República de Colombia – Reconocimiento como Embajadora Cultural. –Bogotá (Colombia), febrero de 2010.
- FUNDACION LATINOS CRECIENDO - “Mujer de Éxito Internacional, marzo de 2011. Arizona (Estados Unidos), 2011.
- CONSERVATORIO DE MUSICA DE SINCELEJO - Pergamino de Reconocimiento, Sincelejo (Sucre), junio de 2012.
- ORQUESTA DE LUCHO BERMUDEZ - Placa de Reconocimiento. Congreso de la República, Bogotá (Colombia), julio/12.
- GOBIERNO DE AZERBAIYAN - Medalla Oficial del país. Bakú (Azerbaiyán), julio/12.
- SENADO DE LA REPUBLICA- Reconocimiento en Pergamino Día de la NO Violencia contra la Mujer. Congreso de la República, Auditorio Guillermo Vélez. Bogotá (Colombia), Nov/12.
- CANAL CONGRESO -Placa de Agradecimiento- Congreso de la República, Hall Principal del Edificio Nuevo. Bogotá (Colombia), agosto/13.
- PRIMERAS DAMAS DE COLOMBIA -Congreso Nacional de 1.as Damas de Colombia-Placa de Reconocimiento. Cartagena (Col.), Nov/13.
- POLICIA NACIONAL DE COLOMBIA -Policía Nacional de los Colombianos- Aniversario No.16 de la Dirección de Protección DIPRO - Coronel Full (ad honorem). Teatro Faenza, Bogotá (Colombia), 15 de agosto.
- FEDERACION UNION NACIONAL DE ORGANIZACIONES ARTISTICAS UNO A -Placa de Reconocimiento. Congreso de la República, Salón Elíptico. Bogotá (Colombia), 10/16 de marzo.
- HOSPITAL DEL SUR ¨ENRIQUE GARCES¨ - Placa de Agradecimiento Especial, Quito (Ecuador), 28/16 de julio.
- FUERZA AEREA COLOMBIANA - Insignia y Reconocimiento- Fuerza Aérea Colombiana. Quito (Ecuador), 16 de noviembre.
- MIGRACION COLOMBIA - Insignia de “Migración Colombia” por su apoyo a la institución. Bogotá (Colombia), Dic/16.
- FUERZA AEREA ECUATORIANA - Placa de Reconocimiento Fuerza Aérea Ecuatoriana FAE, XXII aniversario de la Guerra del Cenepa y Día de Aviación de Combate. Teatro Nal. Quito (Ecuador), Feb/17.
- LATINOS CRECIENDO - Premio Talento latinoamericano by Latinos Creciendo. Phoenix, Arizona (Estados Unidos), marzo/17.
- ASAMBLEA NACIONAL DEL ECUADOR -Pergamino de Exaltación y Reconocimiento, Quito (Ecuador), abril de 2017.T
- FUNDACION FUTBOL Y PAZ - Mención de Honor - Por sus acciones en la construcción de Paz y Reconciliación. Fusagasugá (Colombia), mayo de 2018.
- Migración Colombia - Gorra de Oficial Superior de Migración. Bogotá (Colombia), mayo de 2018
- ASOCIACIÓN COLOMBO HISPANOAMERICANA ACHACT INTERNACIONAL NEW YORK - Pin de Reconocimiento - Panelista del 1er. Encuentro “Voces y Letras”, Congreso de la República de Colombia. Bogotá, 2019.
- FENALPRENSA FEDERACIÓN NACIONAL DE PRENSA-Premio ANTONIO NARIÑO por su aporte al país desde el servicio social con los Coros Carcelarios ¨La Magia del Canto en Cautiverio¨, como Soprano y Periodista. Congreso de la República. Bogotá (Colombia), 2019.
- TRIBUNAL SUPERIOR DE BOGOTÁ-Condecoración por el apoyo a la Corporación y compromiso social con su proyecto de Coros Carcelarios “La Magia del Canto en Cautiverio”. Auditorio de los Tribunales de Cundinamarca y Bogotá, Bogotá (Colombia), 2019.
- EMBAJADAS DE FRANCIA Y ALEMANIA EN COLOMBIA-Postulación al Premio Nacional de Derechos Humanos “Antonio Nariño” 2019 con los Coros Carcelarios de “La Magia del Canto en Cautiverio” para el rediseño personal por intermedio del Canto Responsable para la vida y el escenario de Mujeres Privadas de la libertad. Residencia Embajada de Alemania, Bogotá (Colombia) 2019.
- EMBAJADA DE SUECIA Y ORGANIZACIÓN DIAKONIA COLOMBIA - Nominación Oficial al Premio Nacional de Derechos Humanos en Colombia 2020, con los Coros Carcelarios “La Magia del Canto en Cautiverio” 2020 para el rediseño personal por intermedio del Canto Responsable para la vida y el escenario de Mujeres Privadas de la libertad. Bogotá (Colombia), 2020.
- GALARDONES HETEROGÉNEOS GACETAS DE COLOMBIA LOS MEJORES DE NUESTRO PAÍS” - XIII Versión como la Mejor Soprano y Periodista Cultural de Colombia. Diploma enmarcado y escultura ¨La Bailarina de Poder¨, Universidad La Gran Colombia, Bogotá (Colombia), 2021.
- POLICÍA NACIONAL DE COLOMBIA (Departamento del Amazonas)  - Diploma de Reconocimiento Policial por su trabajo y vocación con sentido de pertenencia por la institución. Destacamento policial, Leticia-Amazonas (Colombia), 2021.
- TITANES CARACOL (Caracol Televisión de Colombia)- Nominada a los Premios Titanes Caracol TV por su destacado aporte en beneficio de la sociedad con los Coros Carcelarios de “La Magia del Canto en Cautiverio” para el rediseño de las mujeres privadas de la libertad en Colombia. 2021, 2022, 2023 y 2024.
- FUNDACIÓN MONSEÑOR EMILIO DE BRIGARD - Colegio Gimnasio Moderno - Pin de agradecimiento por apoyo a la institución y al Colegio Gimnasio Moderno, Bogotá junio 2024.
- COLEGIACION INTERNACIONAL DE ABOGADOS - Doctorado HONORIS CAUSA EN DERECHOS HUMANOS Cartagena (Colombia), Junio 20 del 2025.